# Nicolej Krickau
Nicolej Møldrup Krickau (geborener Nicolej Krickau Rasmussen, * 13. November 1986 in Horsens) ist ein dänischer Handballtrainer und ehemaliger Handballspieler.

## Karriere
Nicolej Krickau begann mit dem Handball in Brabrand, einem Stadtteil von Aarhus. Der mittlere Rückraumspieler bestritt sechs Länderspiele für die Jugend- und drei für die Juniorennationalmannschaft Dänemarks. Ab 2004 spielte er für den dänischen Verein Skanderborg Håndbold, wo seine Großeltern, seine Eltern und sein jüngerer Bruder als Trainer und Teamleiter aktiv sind. Nach nur zwei Jahren in der zweiten dänischen Liga und einer Saison in der ersten Liga, der Håndboldligaen, beendete er seine Spielerlaufbahn verletzungsbedingt.
Fortan wurde Krickau Trainer in der Jugendabteilung und später auch Assistenztrainer der Herrenmannschaft. 2013 übernahm er dort im Alter von 26 Jahren den Cheftrainerposten. In der Folge belegte er mit Skanderborg in der ersten dänischen Liga die Plätze 9, 13, 12 und 9. Dabei musste er 2014/15 und 2015/16 die Abstiegsrelegation überstehen. Ab 2017 betreute Krickau den Ligakonkurrenten GOG aus Gudme. 2019 gewann er mit GOG den dänischen Pokal. In der Liga belegte seine Mannschaft 2017/18 den dritten Platz, 2018/19 unterlag man erst in den Finalspielen, in der abgebrochenen Saison 2019/20 lag man nach 24 von 26 Spieltagen auf dem zweiten Rang und auch in der Saison 2020/21 erreichte man wieder den dritten Platz. In der Saison 2021/22 führte Krickau GOG zur ersten Meisterschaft seit 2007. 2023 gewann er mit dem Verein erneut den Pokal und die Meisterschaft. Bei GOG förderte er dänische Nationalspieler wie Simon Pytlick, Lukas Lindhard Jørgensen, Mathias Gidsel, Emil Manfeldt Jakobsen und Lasse Kjær Møller.
International erreichte Krickau mit GOG im EHF-Pokal 2018/19 und in der EHF Champions League 2019/20 die Gruppenphase, in der EHF European League 2020/21 scheiterte man erst im Viertelfinale an Wisła Płock und in der EHF European League 2021/22 ebenfalls im Viertelfinale an RK NEXE Našice. In der EHF Champions League 2022/23 schied man im Viertelfinale am Titelverteidiger FC Barcelona aus.
Im Juni 2023 wurde Krickau zu Dänemarks Handballtrainer des Jahres 2023 gewählt.
Krickau verließ 2023 GOG mittels einer Ausstiegsklausel und unterschrieb einen Dreijahresvertrag beim deutschen Bundesligisten SG Flensburg-Handewitt. 2024 gewann er mit der SG die EHF European League. Im Dezember 2024 wurde er von der SG freigestellt.

## Privates
Nicolej Krickau ist verheiratet und hat zwei Kinder. Neben seiner Arbeit als Trainer bei Skanderborg studierte er Kommunikationswissenschaft an der Dänischen Schule für Medien und Journalismus in Aarhus.